# Portogallo ai XX Giochi olimpici invernali
Il Portogallo ha partecipato ai XX Giochi olimpici invernali di Torino, che si sono svolti dal 10 al 26 febbraio 2006, con una delegazione formata da un solo atleta.

## Sci di fondo
| Gara                   | Atleta      | Tempo d'arrivo | Posizione |
| ---------------------- | ----------- | -------------- | --------- |
| 15 km tecnica classica | Danny Silva | 54'43"0        | 93        |